# Скрытохвост Бартлетта
Скрытохвост Бартлетта или бартлеттов криптуреллус (лат. Crypturellus bartletti) — вид птиц семейства тинаму, обитающий в Южной Америке. Птица названа в честь орнитолога Эдуарда Бартлетта (1836—1908).

## Среда обитания
Скрытохвост Бартлетта встречается в болотных и низменных лесах в субтропических и тропических районах на высоте до 500 метров. Этот вид является родным для западной амазонской Бразилии, северной Боливии и восточного Перу.

## Описание
Бартлеттов скрытохвост имеет размер около 27 сантиметров. Верхние части имеют коричневый цвет, горло и брюхо белые, бока чёрные.

## Поведение
Как и другие тинаму, скрытохвост Бартлетта питается плодами с земли или низких кустов. Они также едят беспозвоночных, цветочные почки. Самцы насиживают яйца, которые могут быть отложены 4 разными самками, а затем заботятся о птенцах, пока те не станут самостоятельными. Обычно это происходит через 2—3 недели. Гнездо расположено на земле в густом кустарнике или между выступающими корнями деревьев.